# NGC 2877
NGC 2877 (również PGC 26738) – galaktyka spiralna znajdująca się w gwiazdozbiorze Hydry. Odkrył ją Albert Marth 28 marca 1864 roku.